# Baga (roi)
Pour les articles homonymes, voir Baga.
Baga ou Bagas (en berbère : ⴱⴰⴳⴰ) était un roi berbère de Maurétanie, et fondateur de la dynastie régnante du royaume de Maurétanie (actuel Mauretanie / Maroc) à la fin du IIIe siècle av. J.-C..
Il soutient militairement le roi numide Massinissa à son retour d'Hispanie, en lui fournissant des armes et 4 000 guerriers maures pour l'escorter et pour combattre son rival au trône, Syphax.[source insuffisante]

## Nom
Le nom de Baga n’est cité que par Tite-Live mais le nom est connu dans l’onomastique libyque, on le reconnaît sous la forme BGY. Le nom d’Abeggi (chacal) est encore porté chez les Touaregs.

## Biographie
Le roi Baga apparait dans les archives historiques lors des événements de la deuxième guerre punique. Selon l'historien Gabriel Camps, il est l’héritier de la dynastie des rois des Maurétanie.
En 206 av. J.-C, Baga a soutenu le futur roi numide Massinissa lorsque ce dernier, revenant d’Hispanie après le meurtre de Capussa, s’apprêtait à se rendre en Numidie pour retrouver le royaume de son père, Gaïa. Baga lui octroya une escorte de 4 000 cavaliers maures, qui lui permirent de traverser sans encombre le territoire contrôlé par Syphax, son rival, et d’atteindre le royaume massyle. Les cavaliers sont restés avec Masinissa jusqu'à ce qu'il atteigne les frontières de son propre royaume. Baga a également fourni un soutien militaire lors du dernier chapitre de la deuxième guerre punique dans la lutte contre le général carthaginois Hannibal Barca.

## Royaume et autorité
Baga semble avoir été un chef jouissant d’une autorité certaine puisqu’il put fournir à Massinissa, qui était un étranger, une escorte aussi importante que celle que mentionne Tite-Live. Il est un véritable souverain dont l’autorité s’étendait sur un vaste territoire.
Le fait même que Massinissa traverse le territoire de Baga avant d’atteindre la Numidie, confirme la situation du royaume de Maurétanie, entre la péninsule ibérique et les territoires massæsyles et massyles ; de plus le contexte prouve que ce royaume contrôlait au moins une partie du littoral.
Si le royaume de Baga peut être situé sans peine dans l’actuel Maroc, il est impossible de préciser son étendue. On admettra, à l’image de ce qui se passait en Numidie, que le roi exerçait un certain contrôle, sinon une domination de fait, sur les villes littorales, toutes de culture phénicienne, aussi bien les vieilles cités de Lixus et Tingis que celles, sans doute plus récentes, qui occupaient les sites d’Emsa et de Sidi Abdeslam, mais aussi et plus sûrement sur les villes de l’intérieur comme Volubilis et peut-être Tamuda. Vers le sud, on peut penser que les grandes tribus gétules exerçaient déjà une pression suffisante qui limitait l’autorité de Baga. Pline l'Ancien cite les Gétules Autoletes (= Autololes) qui s’étendaient jusqu'au Sahara ; on peut penser qu’ils occupaient déjà le pays au temps de Baga.
Baga nous apparaît plus comme l’héritier d’une puissance qui se forgea pendant les temps obscurs de la protohistoire que comme un simple aventurier que nous révélerait un caprice de l’Histoire.